# Supreme Chocolat
Supreme Chocolat este o companie producătoare de ciocolată din România, parte a grupului Supreme Group.
Ciocolata reprezintă 85% din afacerile Supreme Chocolat, restul fiind reprezentat de biscuiți (în anul 2007).
Compania face parte din grupul Supreme, controlat de familia Jabra.
Grupul mai include firmele Supreme Imex - procesare cafea, SDN Trading - distribuție de produse alimentare și Supreme Estate - dezvoltator imobiliar.
Principalii concurenți ai Supreme Chocolat pe piața de profil din România sunt Kraft Foods Romania, Kandia-Excelent și Heidi Chocolats Suisse.
Cifra de afaceri:
- 2008: 23 milioane euro[2]
- 2007: 24,5 milioane euro[1]
- 2006: 19 milioane euro[3]